# Wu Shan

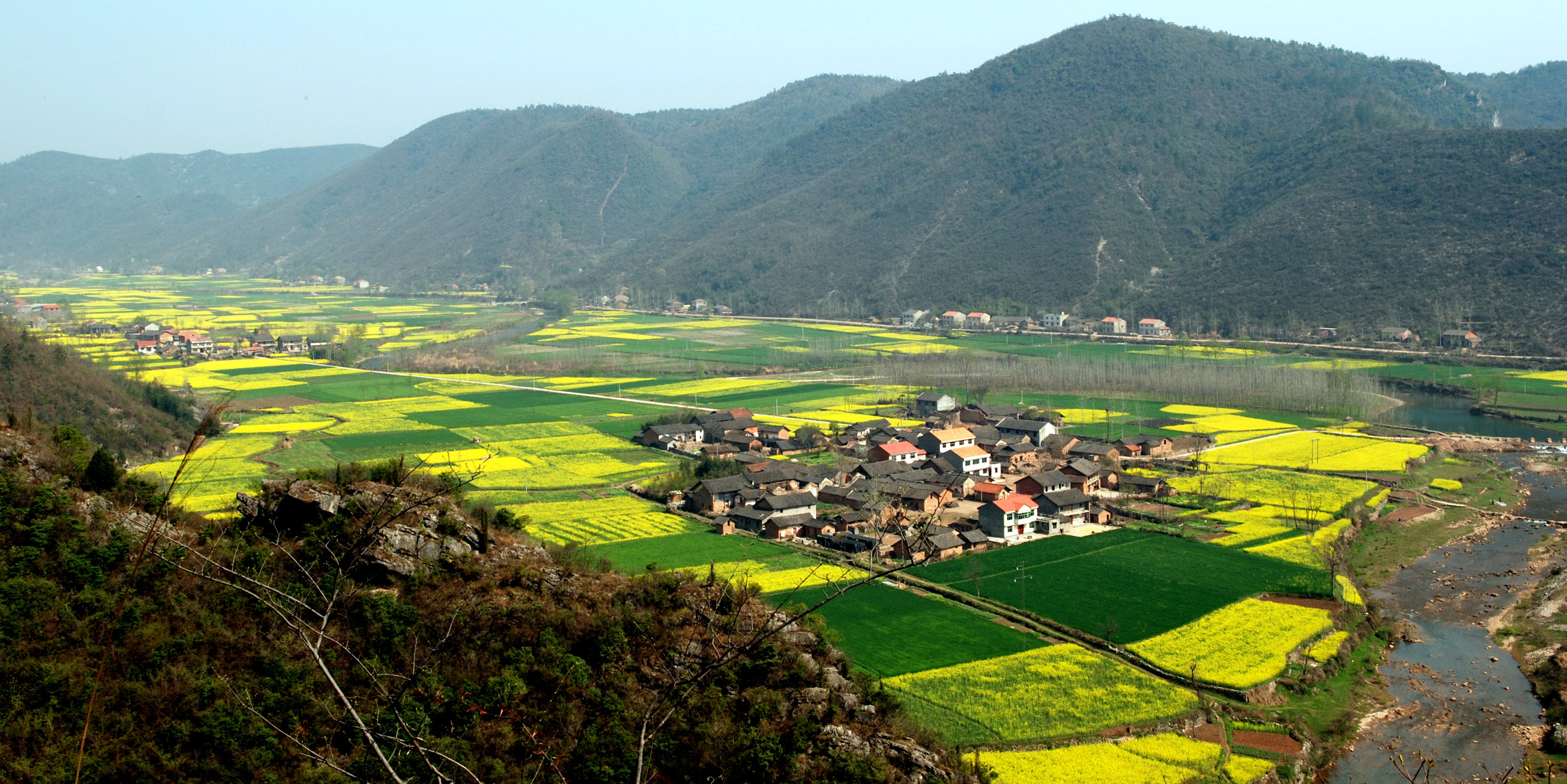
Landschap in de Wu Shan, in de omgeving van Xiangyang.

De Wu Shan (Chinees: 巫山, pinyin: wūshān) is een gebergte in het midden van China. De Wu Shan ligt in de provincies Sichuan en Hubei en de stadsprovincie Chongqing. Het gebergte strekt zich in een oriëntatie van zuidwest naar noordoost. In het noordwesten grenst de Wu Shan aan het bekken van Sichuan; in het zuidwesten aan de Jianghanvlakte; in het zuidwesten zit het vast aan de Dalou Shan en in het noordoosten komt het samen met de Daba Shan.
De Wu Shan is een middelgebergte waarvan de toppen rond de 2000 m boven zeeniveau liggen. De Drie Kloven, een serie spectaculaire doorbraakdalen van de Yangtze, vormen een doorgang door de Wu Shan. Een bekende top is de Shennü Feng die aan de noordzijde van het dal van de rivier ligt.